# Újpest-Központ (metropolitana di Budapest)
Újpest-központ è una stazione della linea M3 della metropolitana di Budapest.

## Storia
Inaugurata nell'anno 1990, Újpest-központ doveva essere un capolinea temporaneo; il prolungamento verso Káposztásmegyer, tuttavia, non fu mai realizzato.

## Strutture e impianti
Le banchine sono due, laterali e separate dai binari. Essi sono collocate ad una profondità di poco più di 8 metri.

## Interscambi
Nelle vicinanze della stazione effettuano fermata alcune linee urbane e suburbane, tranviarie e automobilistiche, gestite da BKV.
- Fermata tram
- Fermata autobus